# Lotzorai
Lotzorai là một đô thị tại tỉnh Ogliastra trong vùng Sardinia, có vị trí khoảng 100 km về phía đông bắc của Cagliari và khoảng 4 km về phía đông bắc của Tortolì. Tại thời điểm ngày 31 tháng 12 năm 2004, đô thị này có dân số 2.153 người và diện tích là 16,8 km².
Lotzorai giáp các đô thị: Baunei, Girasole, Talana, Tortolì, Triei, Villagrande Strisaili.

## Một vài hình ảnh

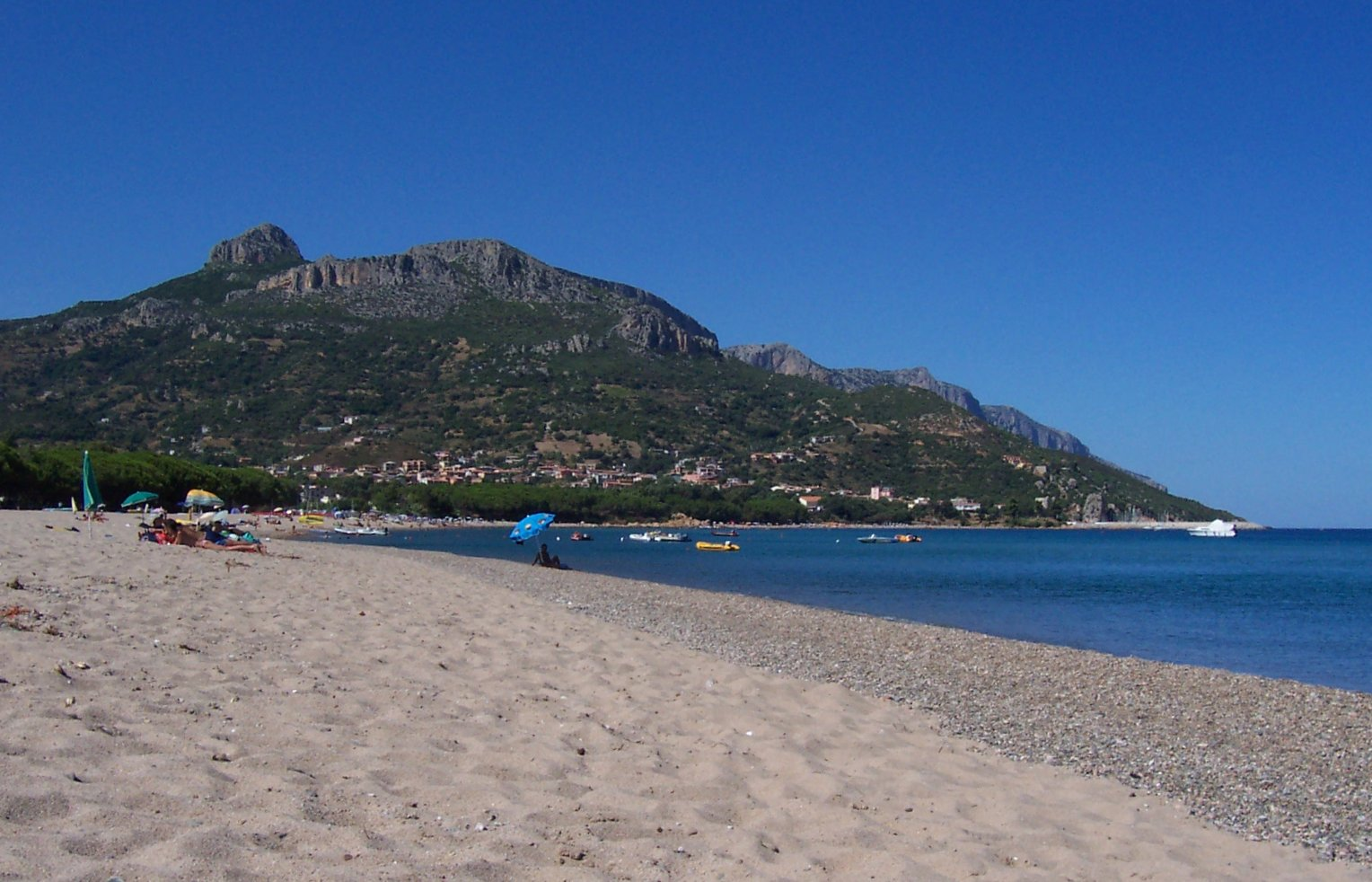
Bãi biển Tancau
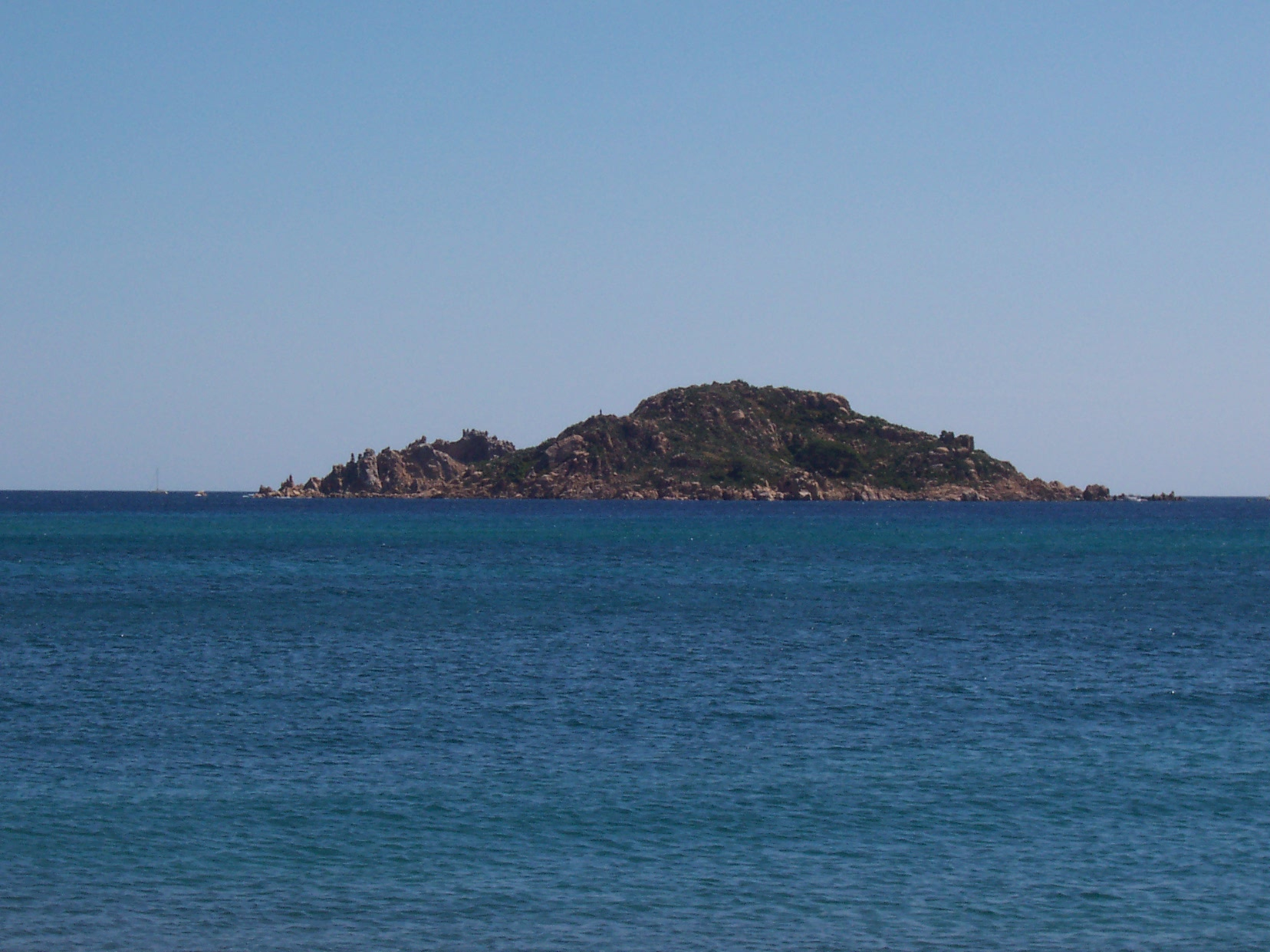
Đảo của Ogliastra
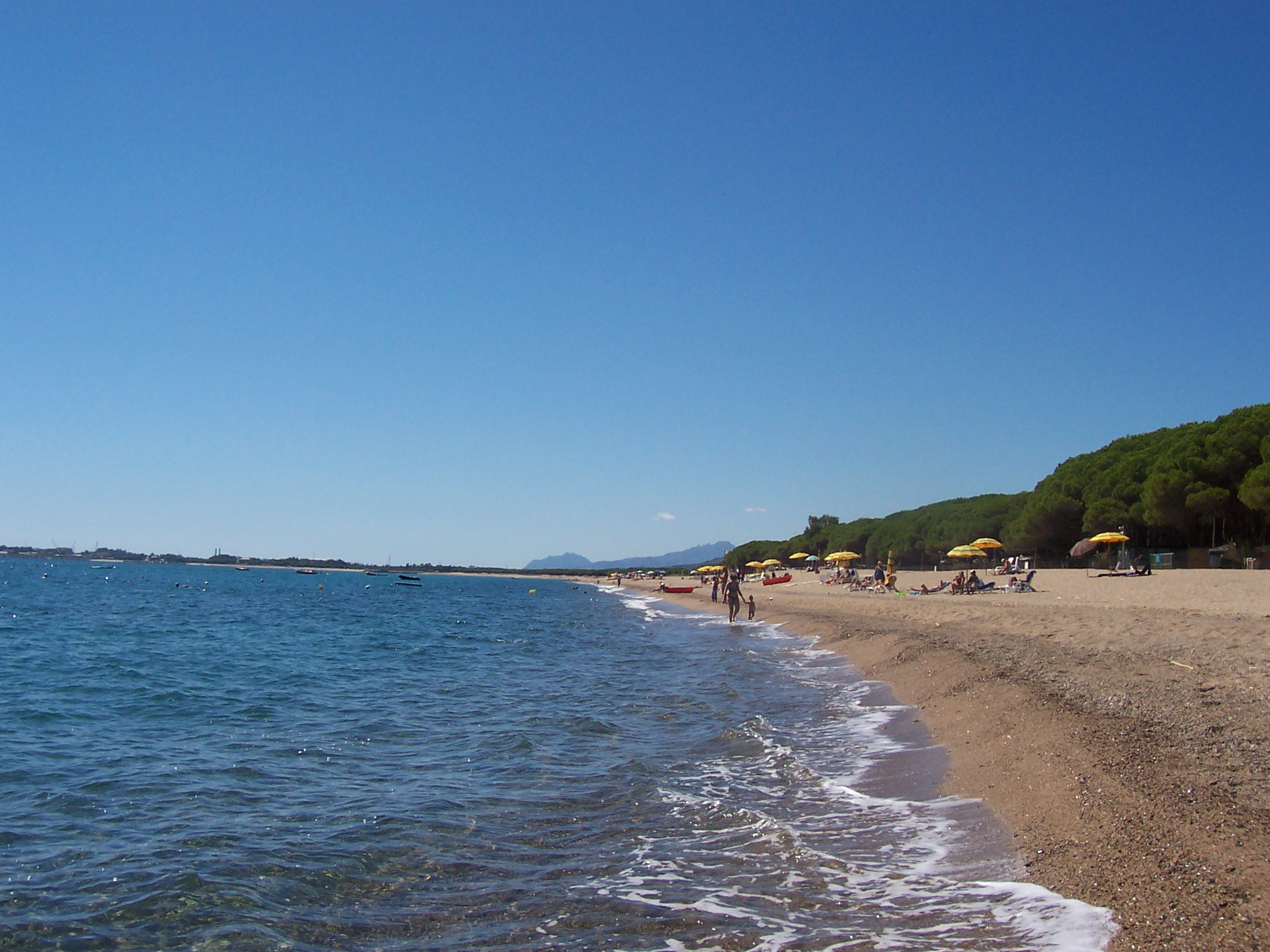
Bãi biển Polu